# 國王物語
《國王物語》是一款由Cing開發，由Rising Star Games發佈人的即时战略生活模擬電子角色扮演遊戲，平台為Wii。於2009年4月22日，此遊戲在澳洲發佈。於2009年4月24日，此遊戲在歐洲發佈。於2009年7月21日，此遊戲由Xseed Games在北美發佈。於2009年9月3日，此遊戲由Marvelous AQL在日本發佈。
玩家在此遊戲中需要控制一位膽小的男孩。他因為找到了一個神秘的皇冠而獲得權力，並令到村落的居民臣服於他。作為村里的君王，他的目標是擴大村莊領土，並使其臣民生活幸福。此遊戲結合了各種遊戲元素，其中包括即时战略和角色扮演冒險。和田康裕指出此遊戲將會是一個「設定在歐洲的單人生活模擬遊戲」。此遊戲後來被移植至PlayStation Vita上，並更名為「新國王物語」。

## 遊戲系統
在此遊戲中，玩家需要扮演新國王。國王是能夠命令臣民的。遊戲開始時，玩家擁有一個雜亂的領域，而玩家的目標就是強化王國，並搜尋寶物。幾個小時後，玩家便可以購買和提升各種建築物、培訓設施及其他城堡附加物。所有重要的統計信息，例如人口和財政狀況進行跟踪，均會不斷地在菜單系統更新。
國王在走動期間能夠選擇任何臣民跟著他。隨後，玩家能夠向任何臣民發出命令，包括挖地和戰鬥。雖然玩家可以讓一群人跟著他走，但他每次只能向一位臣民發出命令。玩家亦可以購買講台以便命令沒有跟著他走的人。
國王的追隨者起初能力非常有限。然而，這個問題能夠透過建設訓練設施解決。此時，玩家便可以將臣民送入建築物，並將其轉變成有職業的人。遊戲提供了不同的平民職業，其中包括士兵、木匠、農民和獵人。每個作業均有不同能力和弱點。
除了主線劇情外，此遊戲還有很多支線任務。國王可以接受各種任務，其中包括狩獵和戰鬥。國王接受任務務能夠保持公眾滿意度和增加財政收入。但是，在一些特定日子裡，玩家是無法接受任務的，如慶典。

## 開發
《國王物語》的開發代號為「零計劃」（Project O）。此遊戲的開發工作負責人是牧場物語系列的創作者和田康裕。起初，和田康裕與一位來自福冈县的遊戲開發者合作，並計劃與木村祥朗一起開發一個Wii遊戲。和田康裕找了安永纪和負責遊戲設計，川口敦子負責指導，而皆葉英夫和倉島一幸則分別負責設計的人物和怪物。
木村祥朗過去曾參與不少同類遊戲的開發工作，其中包括《月神》和《Chulip》。他也是從這些遊戲中獲得《國王物語》的靈感。除了來自上述兩個遊戲外，木村祥朗還指出他的靈感源自他小時候閱讀的故事書《小王子》。他亦指出他的目標是創造一個容易控制的實時戰略遊戲。
《國王物語》於2007年在东京电玩展上首次亮相。之後，《國王物語》官方網站舉辦了一個名為“UMA”（身份不明的神秘動物）的大賽。該大賽允許世界各地的人發送他們自己設計的怪物草圖。網站之後會選出最好的幾個作品，並將之加入遊戲中。而另外最好的100個作品則會被陳列在遊戲中。

### 音樂
《國王物語》的音樂皆為美濃部裕創作和改編。負責《王國之心系列》音樂創作的下村陽子也負責了預告片的音樂創作。而此遊戲的聲效則是由Vanpool負責。此遊戲的主要背景音樂來自貝多芬第9號交響曲。

## 反響
《國王物語》好評如潮。兩個匯總評分機構GameRankings和Metacritic分別給予此遊戲85.89%和87/100。
《任天堂官方雜誌》給予此遊戲92%分，並指出「今年首個Wii經典遊戲來了」。英國雜誌《Edge》給予此遊戲9/10分，並指出「這是一個不可多得的精品遊戲，正正是Wii值得擁有的遊戲。這是一個真正的原創遊戲。」而Eurogamer則給予此遊戲8/10分，並指出「《國王物語》並不是史上最好的遊戲，但它是本年度最好的遊戲」。IGN給予此遊戲8.5/10，並指出「《國王物語》錯過了數個關鍵點，但整體來說仍很好。」GameSpot則給予此遊8.5/10分，並指出「乍眼一看，此遊戲看起來簡單。但其實此遊戲是一個成熟的、新鮮的、具有挑戰性的遊戲。」
截至2009年11月13日，《國王物語》已於日本售出逾26,000套遊戲，在北美售出逾37,000套遊戲，以及在歐洲售出逾67,000套遊戲。儘管此遊戲在發佈後數周仍然沒有較好的銷售，Rising Star的產品經理嚴浩指出此遊戲的銷售情況仍然持續保持良好，表示Rising Star對銷售情況已經非常滿足。
於2009年，木村吉宏指出「我們正計劃製作《國王物語》的續作，例如《超級國王物語》。但這仍然處於構思階段。」然而，Cing在之後不久就宣告破產了。隨著Cing的破產，Marvelous AQL獲得了此遊戲的版權。於2010年，木村吉宏和和田康裕亦離開了。儘管如此，於2011年8月24日，Marvelous AQL宣佈他們正在重製《國王物語》，並將之命名為《新國王物語》。該遊戲的平台為PlayStation Vita。

## 外部連結
- 北美官方網站（页面存档备份，存于）
- 日本官方網站（页面存档备份，存于） （日語）